# Barraca B-20
La barraca B-20 és una barraca de vinya situada al municipi de Subirats (Alt Penedès), a 130 metres al sud de la cruïlla del camí del Subirat Parent amb carretera de la urbanització Can Rossell de la Costa.
Construcció aixecada en pedra seca sobre terreny desnivellat, enmig de camps de vinyes. És de planta circular i forma troncocònica (destaquen les parets rectes), de 2,85 m de diàmetre interior i una alçada màxima de 2,80 m. La construcció és de la tipologia de sostre de falsa volta, típic en aquestes edificacions (acostament de filades de pedra seca, sense cap mena de material d'unió, i amb una gran llosa per tapar el sostre). Cal destacar l'acabament de la part superior amb una sèrie de lloses planes que coronen la barraca a manera de cornisa. Exteriorment, les pedres de bona part de la barraca han estat lligades modernament amb morter. El sostre de la barraca està recobert de lliris, planta que s'utilitza normalment per reforçar la unió de les pedres de la cúpula.
El portal, orientat al sud-sud-est, té una alçada de 135 cm, una amplada de 64 cm i un gruix de 75 cm.
El codi utilitzat en la denominació d'aquesta barraca (lletra + número) procedeix d'un estudi realitzat per Araceli Soler i Jaume Rovira, que intenta sistematitzar la informació sobre aquests elements arquitectònics al terme de Subirats.